# Анна Прусська (1836—1918)
Анна Прусська, повне ім'я Марія Анна Фредеріка Прусська, (нім. Marie Anna Friederike von Preußen; 17 травня 1836 — 12 червня 1918) — прусська принцеса з династії Гогенцоллернів, донька принца Карла Прусського та Марії Саксен-Веймар-Айзенаської, дружина титулярного ландграфа Гессен-Кассельського Фрідріха Вільгельма.

## Біографія

### Дитинство та юність
Анна народилась 17 травня 1836 року в Берліні. Вона стала третьою дитиною та другою донькою в родині принца Карла Прусського та його дружини Марії Саксен-Веймар-Айзенаської. Новонароджена мала старшу сестру Луїзу та брата Фрідріха Карла.
Зростала дівчинка в родинному палаці в Берліні та заміській резиденції Ґлініке. Статки родини були великими, з дитинства вона була оточена витворами мистецтва та рідкісними речами. Сама Анна також цікавилась мистецтвом, полюбляла музику, стала доброю піаністкою.

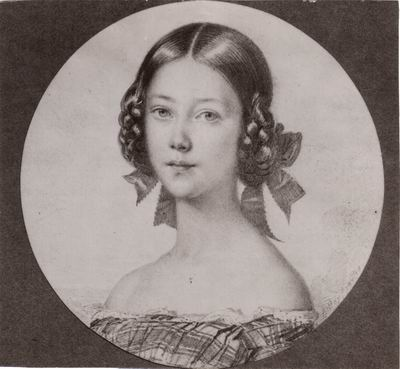
Анна в дитячому віці

Отримала протестантське виховання, згідно з традиціями прусського королівського оточення. Релігійна освіта була доручена Людвігу Августу Боллерту.
Під час революції 1848 року сім'я залишилась у Берліні, в той час, як багато членів королівської родини, у тому числі, кронпринц Вільгельм, виїхали до Англії.
У 1850 році, після поразки революції, Пруссія спробувала об'єднати більшість німецьких держав на противагу Австрійській імперії Габсбургів. Однак, під тиском Австрії та Росії, на зборах в Ерфурті в березні 1850 року, де мав розглядатися проект конституції для майбутньої німецької держави, декілька німецьких князів, що раніше підтримували Пруссію, виступили на боці Австрії. У листопаді 1850, згідно Оломоуцького договору, Пруссія остаточно відмовилась від планів асоціації проти Австрії. Цьому, великою мірою, сприяли суперечності на території Гессен-Касселя, що загрожували перейти у війну.
Згодом, у 1852 році, для закріплення примирення між країнами, відбулися заручини між спадкоємцем Гессен-Касселя Фрідріхом Вільгельмом та принцесою Анною Прусською. До того часу вона стала визнаною красунею і користувалася неабиякою популярністю при дворі. Дівчина полюбляла гарно вдягатися і пишністю нарядів, інколи, затьмарювала навіть саму імператрицю.
Наприкінці 1852 року Анну побачив в Берліні молодий імператор Франц Йосиф I. Закохавшись у принцесу, він мав намір одружитися з нею, однак, через особисті та політичні причини йому було відмовлено.

### Шлюбне життя
Анна вийшла заміж невдовзі після свого 17-річчя за 32-річного принца Фрідріха Вільгельма Гессен-Кассельського. Весілля відбулося 26 травня 1853 року у палаці Шарлоттенбург у Берліні. Для нареченого це був другий шлюб. Першу дружину він втратив дев'ять років тому, і це, значною мірою, вплинуло на те, що з Анною він був ввічливим, але емоційно дистанціювався.
Оселилася пара у палаці на вулиці Bredgade у Копенгагені. Фрідріх Вільгельм, хоч і відмовився від претензій на данській трон, продовжував жити в Данії. Анна там була офіційно представлена двору, а їхнього первістка хрестили у королівській купелі. Всього ж у подружжя народилося шестеро дітей, троє старших з яких вперше побачили світ у Копенгагені. Будинок пари був одним з осередків тогочасного салонного життя. Анна стала широко відома своєю гостинністю. Їх навідувало багато митців, у тому числі, казкар Ганс Крістіан Андерсен.
Після Дансько-прусської війни 1864 року родина переселилася до Німеччини.

### Повернення до Німеччини
Фрідріх Вільгельм сподівався успадкувати Гессен-Кассель, однак, під час австро-прусської війни 1866 року, Пруссія анексувала князівство, після того, як воно виступило на боці Австрії. Принц втратив можливість посісти трон, проте, у 1875 році став головою династії, після смерті Фрідріха Вільгельма I.

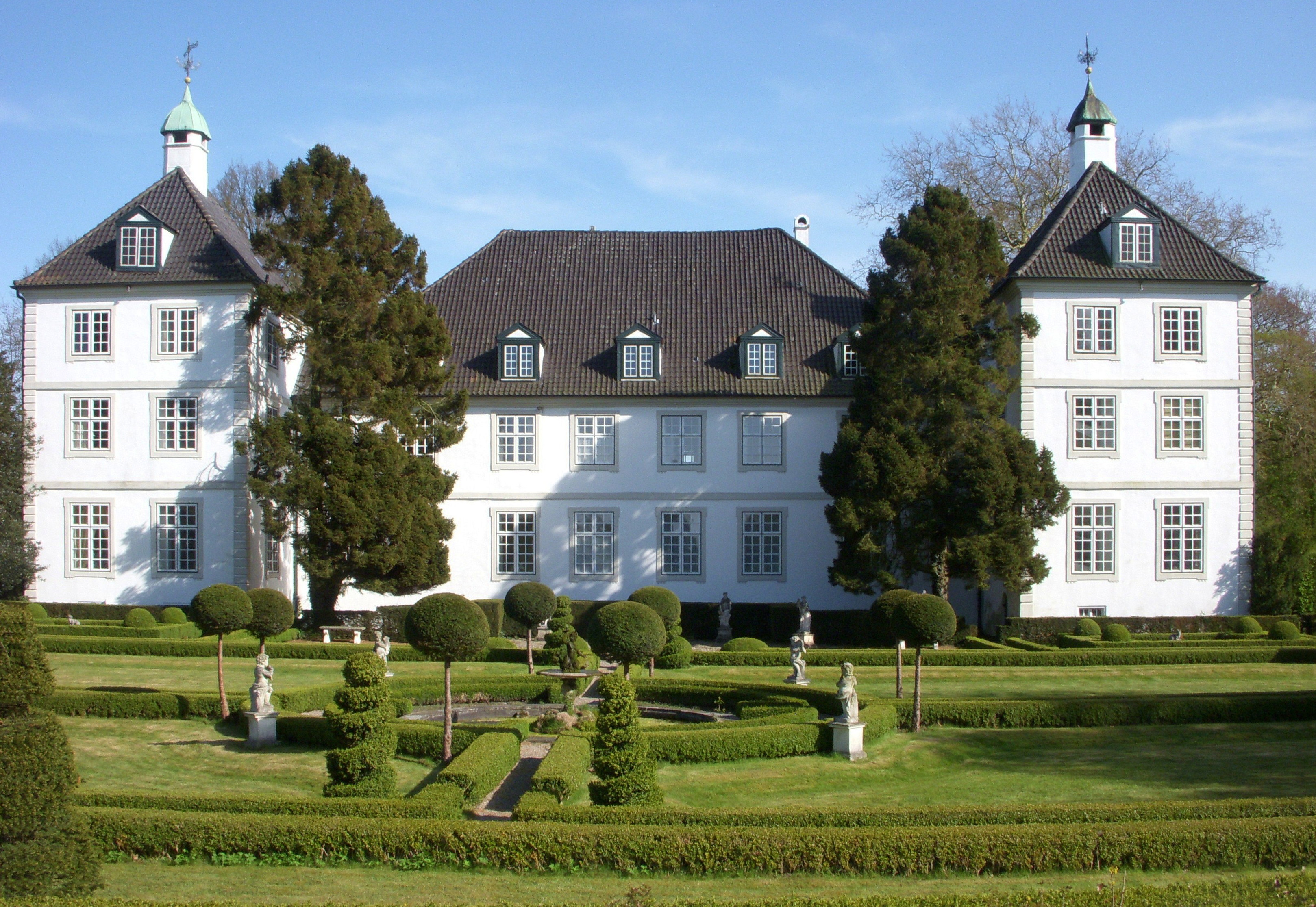
Маєток Панкер

У Німеччині подружжя жило у палаці Вільгельмсхьое у Касселі, замку Румпенгаймер в Оффенбасі, маєтку Панкер поблизу Лютенбурга у Шлезвігу, які перейшли у їхнє суверенне володіння. В останньому народилися троє їхніх молодших дітей. У своїх будинках Фрідріх Вільгельм та Анна приймали таких відомих музикантів як Клара Шуман, Йоганнес Брамс, Юліус Штокхаузер, Антон Рубінштейн.
У 1880 році родина оселилася в замку Філіпсруе поблизу Ганау.
Восени 1884 року, за кілька місяців після весілля старшої доньки, Філіп Вільгельм помер у 63-річному віці від хвороби шлунку. Окрім нього, у 1880-х принцеса втратила двох дітей та зятя.
Сумні події, а також тривала дружба із архієпископом Майнцу Вільгельмом Еммануелем фон Кеттелером, призвела до прийняття Анною у 1901 році католицтва. Церемонія пройшла в інтимній обстановці 10 жовтня. Перед цим вона отримала листа від імператора Вільгельма II, який дуже несхвально висловився щодо її планів зміни релігії.
У квітні 1902 року Анна побувала у Римі, де мала приватну аудієнцію із папою Левом XIII. Тоді ж вона познайомилася із заступником секретаря, Джакомо делла К'єза, в майбутньому — Папою Римським Бенедиктом XV.
У 1918 році її особисто навідав імператор Вільгельм II, щоб вибачитися за висловлення ставлення з приводу релігії та примиритися. Померла Анна невдовзі після цього, в останній рік Першої світової. Її не стало у 82-річному віці 12 червня 1918 року. Папа Бенедикт XV передав помираючій особисте благословення. Церемонія прощання відбулася 17 червня в костьолі Святого Антонія. Серед інших, на службі була присутня королева Нідерландів Вільгельміна.
Згідно висловленого нею прохання, поховали Анну у катедральному соборі Фульди під вівтарем Святої Анни, неподалік від місця останнього спочинку Святого Боніфатія.

## Родина

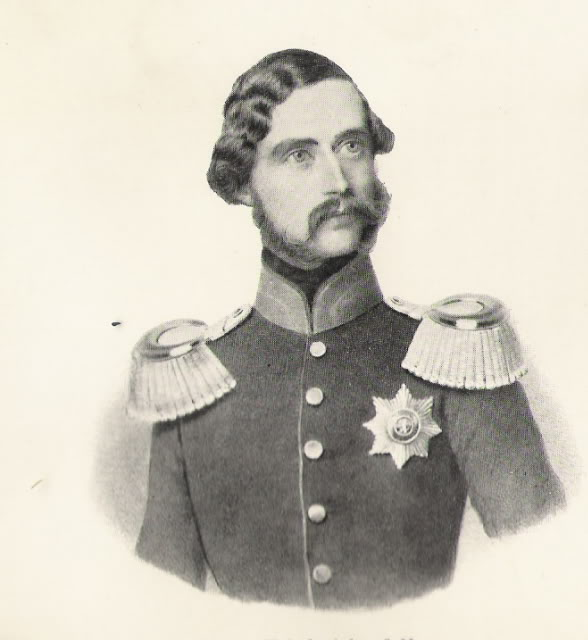
Фрідріх Вільгельм Гессен-Кассельський

Чоловік — Фрідріх Вільгельм Гессен-Кассельський
Діти:
- Фрідріх Вільгельм (1854—1888) — титулярний ландграф Гессен-Кассельський у 1884—1888 роках, загинув під час морської подорожі від Батавії до Сінгапуру, впавши за борт; одружений не був, дітей не мав;
- Єлизавета (1861—1955) — дружина кронпринца Анхальтського Леопольда Фрідріха, мала єдину доньку;
- Александр Фрідріх (1863—1945) — титулярний ландграф Гессен-Кассельський у 1888—1925 роках, був одружений з баронесою Ґізелою Штокхорнер фон Штарайн, фрейліною Гільди Баденської;
- Фрідріх Карл (1868—1940) — номінальний король Фінляндії 9 жовтня—14 грудня 1918 року, титулярний ланграф Гессен-Кассельський у 1925—1940 роках, був одружений з Маргаритою Прусською, мав шестеро синів;
- Марія Поліксена (1872—1882) — померла у віці 10 років від остеомієліту;
- Сибілла Маргарита (1877—1925) — дружина барона Фрідріха фон Вінке, мала двох синів.

## Нагороди
- Орден Луїзи (Королівство Пруссія);
- Орден Королеви Марії Луїзи (Іспанія).